# División de Sylhet
La división de Sylhet es la parte noreste de Bangladés. Su capital es Sylhet.
Estuvo bajo el gobierno británico durante muchos años, época en la que era parte de la provincia india de Assam. De mayoría musulmana, fue dada a Pakistán en 1947, convirtiéndose en parte de Bangladés cuando Pakistán Oriental consiguió la independencia.
En Bangladés, el área de Sylhet es conocida por sus jardines de té, sus recursos naturales y por su dialecto, el cual resulta difícil de entender al resto de hablantes de bengalí.

## Distritos
1. Sylhet
2. Maulvibazar
3. Sunamganj
4. Habiganj

- Datos: Q459732
- Multimedia: Sylhet Division / Q459732